# La Ville-Dieu-du-Temple
La Ville-Dieu-du-Temple è un comune francese di 2 850 abitanti situato nel dipartimento del Tarn e Garonna nella regione dell'Occitania.

## Società

### Evoluzione demografica
Abitanti censiti